# G.NA
G.NA(본명: 최지나, 1987년 9월 13일~)는 대한민국의 한국계 캐나다인 전직 가수이다.

## 주요 이력
- 어렸을 적부터 가수가 되길 원하면서 고등학교 시절 최지나 이름 변경 하였고 컨트리 걸 그룹 파이스트로 활동했다.
- 2007년에 지나 이름 변경 하여 대한민국으로 건너와 걸 그룹 오소녀로 데뷔할 예정이었지만, 회사 자금 문제로 무산되었다.
- 이후 JYP 엔터테인먼트에 들어가 연습생으로 지내다가 2008년 말 큐브 엔터테인먼트로 이적해 솔로 데뷔를 준비했다.
- 2010년 7월 14일 EP 앨범 Draw G's First Breath를 발매하면서 솔로 데뷔를 치렀다.
- 2011년에는 첫 정규 앨범 Black & White를 발매해 처음으로 1위에 올랐다.
- 이후 EP 음반 Top Girl(2011), 2HOT(2012), Beautiful Kisses(2013)을 차례로 발매했다.

## 관련 사건

### 성상납 사건
2016년 3월에 그녀는 미국에서 기업인과 투자자들에게 각각 1,700만 원과 1,000만 원을 받고 성상납을 했다는 사실이 드러나 조사를 받게 되었다. 이 사건으로 재판을 받게 된 그녀는 "좋은 관계로 만났다." 라고 법정에서 해명했으나, 법원은 벌금 200만원을 선고했다. 이 사건으로 지나는 사실상 복귀할 수 없게 되고 말았다. 이 사건으로 인해 결국 이전 소속사 큐브엔터테인먼트가 성매매한 G.NA에게 KBS, EBS, MBC, SBS, JTBC, TV조선, 채널A, MBN, 엠넷, tvN 등 모든 방송국에서 영구출연정지 명단에 올랐고 그 이후로 일자리를 잃게 되었다.

## 어린 시절
- 지나는 대한민국 태권도 국가대표로 활동했던 아버지 최선수와 수영 대표로 활동했던 어머니 윤태선 사이에서 1987년 9월 13일 캐나다 앨버타주 애드먼턴에서 최지호 이라는 태어났다.[5]

- 그러나 6살 때 아버지 최선수가 세상을 떠나자 지나는 할머니와 할아버지, 어머니 손에서 자라났다.[6]

- 지나는 어렸을 적부터 노래 부르길 좋아하고 가수가 되는 것이 꿈이었다고 한다.

- 캐나다에서 고등학교에 다녔을 적에 3인조 컨트리 장르의 걸 그룹 파이스트를 결성해 활동했다.[6]

- 그러나 할머니와 할아버지는 뉴스 앵커나 라디오 방송 관련 일을 하기를 원하여 반대하였다.[7]

- 그러던 중 한인축제에서 노래를 부르고 있는 지나의 모습을 본 한국 소속사에서 캐스팅을 해 캐나다의 프레져 하이츠 세컨드리 스쿨 졸업 후, 대한민국으로 왔다.[8][9]

## 활동

### 2005–09: 초기 활동
2005년 지나는 Mnet의 오디션 프로그램 《배틀신화》에 출연했는데, 강병규가 로스앤젤레스에서 발굴했다고 한다. 《배틀신화》는 당시 신화의 소속사였던 굿이엠지에서 제작한 프로그램이었는데, 지나는 전효성과 함께 오디션에 통과해 오소녀 연습생으로 발탁되었다. 연습생으로 지내다 오소녀의 리더로 2007년 데뷔할 예정이었지만 회사의 자금문제로 무산되었다. 오소녀가 무산되자 지나는 생활비 마련을 위해 아침부터 새벽까지 영어 학원 강사와 안무와 노래 연습 등을 했다. 캐나다로 돌아가기도 했는데, 돌아온 뒤에도 가수가 되고 싶다는 생각을 가지고 있었고, 당시 JYP 엔터테인먼트 대표였던 홍승성이 오디션 기회를 줘 2007년 11월 JYP 엔터테인먼트에 들어갔다. 처음에는 JYP 뉴욕에서 연습을 받다가 2008년 5월부터 한국에서 연습을 받으며 데뷔를 준비했다. 같은 해 8월에는 2PM의 데뷔곡 "10점 만점에 10점" 뮤직비디오에 출연하였다. 지나는 중간에 다른 걸 그룹 멤버로 합류하라는 제안을 많이 받기도 했었고, 또한 같은 소속사의 걸 그룹 포미닛의 멤버로 데뷔 할 뻔 한 적도 있었다. 하지만 지나는 어렸을 적부터 솔로 가수가 꿈이었고, 이 때문에 솔로로 데뷔하기로 결정했다. 2008년 말에는 홍승성이 JYP를 나와 큐브 엔터테인먼트를 설립하면서 지나도 큐브로 합류해 솔로 데뷔를 준비했다.

### 2010–15: 솔로 활동

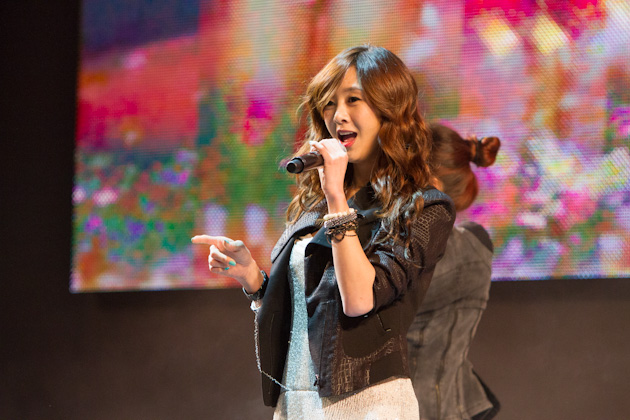
2012년 3월 31일 열린 LG 시네마 3D 월드페스티벌에서 공연중인 G.NA

지나는 데뷔 앨범 발매에 앞서 2010년 7월 5일 비가 피처링으로 참여한 발라드 노래 〈애인이 생기면 하고 싶은 일〉을 선공개했다. 7월 14일에 데뷔 미니 앨범 Draw G's First Breath를 발매했고, 다음 날 타이틀곡 〈꺼져줄게 잘 살아〉로 Mnet 《엠카운트다운》에서 데뷔 무대를 가졌다. 그리고 8월 12일 Mnet 《엠카운트다운》에서는 데뷔한지 한 달만에 처음으로 가요프로그램 1위를 차지했다. 2010년 8월 27일 《뮤직뱅크》부터는 레드 와인빛 단발 컷으로 헤어 스타일을 바꾸고 후속곡 "Supa Solo"로 활동을 했다. "Supa Solo"는 섹시한 매력을 살리기 위해서 레이디 가가, 비욘세, 브리트니 스피어스 등 세계적인 가수의 안무를 맡았던 플렉스(PHLEX)가 한국을 처음 방문해 직접 안무를 만들었다. 또한 싱가포르에서 발매된 앨범 Draw G's First Breath로 공식적인 활동도 없이 싱가포르 주간 음반 판매 차트에서 1위를 기록했다. 2010년 11월 10일에는 현아와 함께 싸이월드에서 기획해 "Say you love me"를 타이틀곡으로 하는 프로젝트 앨범 Together Forever Vol.1를 발매했다.
2011년 1월 11일 지나는 첫 정규 음반 발매에 앞서 휘성과 함께 부른 〈처음 뵙겠습니다〉를 공개했고, 일주일 뒤인 18일 첫 번째 정규 음반 Black & White를 발매했다. 동명의 타이틀곡 "Black & White"는 지상파 음악프로그램 차트를 포함해 가온 디지털 차트에서 처음으로 1위에 올랐다. 또한 2011년 2월 열린 2010년 가온 차트 결산 시상식에서 "앞으로의 무궁무진한 음악적 발전 가능성에 높은 점수를 줬다"며 신인 부문 1위에 올랐다. 지나는 2011년 3월 17일에는 일본의 싱어송라이터 후쿠야마 마사하루의 오리콘 1위 싱글 "Milk Tea"를 리메이크한 동명의 스폐셜 싱글 "Milk Tea"를 발매했고, 이 노래는 마사하루의 베스트 앨범 The Best Bang!!에 수록되었다. 6월 30일에는 현아의 싱글 "A Bitter Day"에 피처링으로 참여했고, 가온 디지털 차트 10위까지 올라갔다. 같은 해 8월 23일 지나의 두 번째 EP 음반 Top Girl을 발매했다. 음반 발매에 앞서 선공개한 노래 "Banana"는 가사의 비속어, 선정성이 문제가 됐다며 MBC에서 방송불가판정을 받았다. 8월 27일 《뮤직뱅크》부터 타이틀곡 "Top Girl" 무대를 선보였고, MBC를 제외한 SBS와 KBS에서는 "Banana"를 선보였다.
2012년 5월 22일에는 세 번째 미니 앨범 Bloom을 발매했다. 타이틀곡은 "2HOT"으로, "Black & White" 이후 1년만에 지상파 음악프로그램인 《뮤직뱅크》에서 1위를 했다. 8월 30일에는 MBC 시트콤 《천 번째 남자》 OST Part 3의 "Tell Me Now"가 발매되었다. 9월 26일에는 그동안의 히트곡 중 6곡을 선정해 영어로 녹음한 인터내셔널 앨범 Oui를 발매했다.
2013년 3월 14일 네 번째 미니 앨범 Beautiful Kisses가 발매되었다. 타이틀곡은 "Oops!"로 비투비의 정일훈이 피처링으로 참여했다. 2014년 5월에는 디지털 싱글 〈예쁜 속옷〉을 발매해 활동했다.
2015년 말 큐브 엔터테인먼트와 계약 만료 후 결별했다.

## 음악 스타일 및 영향
지나는 "R&B, 발라드, 힙합 등 다양한 장르를 시도해보고 어떤 음악이 저한테 어울리는지 제 음악 색깔을 찾고 있어요. 어쩌면 저 혼자 좋아하는 것보다 대중이 좋아하는 음악이 '정답'일 수 있다고 생각해요"라며 잔잔한 발라드와 R&B, 팝 음악을 좋아한다고 밝혔다. 또한 지나는 "가창력과 목소리에 대한 매력이 뛰어나시고 인기가 있음에도 겸손한 자세와 변함없는 마음", "외국에서 생활하셨던 분들임에도 한국에서 꾸준히 사랑 받는 점" 등으로 박정현과 윤미래를 롤모델로 꼽았다.

## 음반 목록
| 정규 음반 - 2011: Black & White | EP 음반 - 2010: Draw G's First Breath - 2011: Top Girl - 2012: Bloom - 2013: Beautiful Kisses |

## 출연 작품

### 방송
- 2007년 MTV 《다이어리 오브 오소녀》
- 2010년 아리랑 TV 《The M-Wave》 진행
- 2011년~2012년 MBC 《일밤 - 룰루랄라》 출연
- 2011년~2012년 JTBC 《닥터의 승부》 진행
- 2012년 JTBC 《뮤직 온 탑》 진행
- 2012년 KBS2 《자유선언 토요일 - 가족의 탄생》 출연
- 2012년 KBS2 《위기탈출 넘버원》 특별 MC
- 2012년~2013년 tvN 《더 로맨틱 & 아이돌》 출연
- 2013년~2014년 온스타일 《펫토리얼리스트》 출연
- 2014년 MBC 에브리원 《우리집에 연예인이 산다》 출연
- 2014년 MBC 《진짜 사나이》
- 2014년 MBC 《건강보감 리턴즈》 출연
- 2014년 JTBC 《에브리바디》 진행
- 2015년 MBC 《미스터리 음악쇼 복면가왕》 - 이상한 나라의 여우
- 2015년 MBC 에브리원 《로맨스의 일주일 시즌 2》
- 2015년 패션N 《팔로우 미 6》

### 드라마
- SBS 《도롱뇽도사와 그림자 조작단》 - 크리스탈 역(2012년 1월 27일 카메오 출연)
- tvN 《응답하라 1997》 - 최진아 역(2012년 9월 11일 특별출연)

## 수상 내역
| 연도 | 시상식                         | 후보 작품                             | 수상 부문                    | 결과 |
| ---- | ------------------------------ | ------------------------------------- | ---------------------------- | ---- |
| 2010 | 싸이월드 디지털 뮤직 어워드    | 애인이 생기면 하고 싶은 일 (With. 비) | 8월 루키 오브 더 먼스        | 수상 |
| 2010 | 제18회 대한민국 문화연예대상   | 자신                                  | 신세대가요부문 10대 가수상   | 수상 |
| 2011 | 2010 가온 차트 결산 시상식     | 자신                                  | 여자 신인상                  | 수상 |
| 2011 | 제8회 아시아송 페스티벌        | 자신                                  | 아시아 인플루엔셜 아티스트상 | 수상 |
| 2011 | Mnet 20's Choice               | "Black & White"                       | Hot 온라인송                 | 수상 |
| 2011 | 제13회 Mnet 아시안 뮤직 어워드 | "Black & White"                       | 베스트 댄스 퍼포먼스 솔로    | 후보 |
| 2011 | 제13회 Mnet 아시안 뮤직 어워드 | "Black & White"                       | 여자가수상                   | 후보 |
| 2012 | 제26회 골든 디스크             | "Black & White"                       | 디지털음원 본상              | 수상 |

### 가요 프로그램 1위
| 연도            | 수상 내역(총 7회) |
| --------------- | --- |
| 2010년(총 1회)  | - 꺼져줄게 잘 살아(총 1회) - 8월 12일 M.net 《엠카운트다운》 1위 |
| 2011년(총 4회)  | - Black & White(총 4회) - 2월 17일 M.net 《엠카운트다운》 1위 - 2월 24일 M.net 《엠카운트다운》 1위(2주 연속) - 2월 25일 KBS 《뮤직뱅크》 K-Chart 1위 - 2월 27일 SBS 《인기가요》 뮤티즌송 |
| 2012년 (총 1회) | - 2HOT(총 1회) - 6월 8일 KBS 《뮤직뱅크》 K-Chart 1위 |
| 2013년(총 1회)  | - Oops!(총 1회) - 3월 29일 KBS 《뮤직뱅크》 K-Chart 1위 |